# Scheeßel
Scheeßel est une commune située dans le Nord de l'Allemagne, dans le Land de Basse-Saxe et l'arrondissement de Rotenburg (Wümme).

## Quartiers
(nombre d'habitants en 2009)
1. Scheeßel (6 741)
2. Abbendorf (283)
3. Bartelsdorf (473)
4. Hetzwege (393)
5. Jeersdorf (1 385)
6. Ostervesede (754)
7. Sothel (202)
8. Westeresch (510)
9. Westerholz (635)
10. Westervesede (776)
11. Wittkopsbostel (515)
12. Wohlsdorf (356)

## Jumelages
- Tukums (Lettonie)
- Teterow (Allemagne)